# Opsanus phobetron
Opsanus phobetron is een straalvinnige vissensoort uit de familie van kikvorsvissen (Batrachoididae). De wetenschappelijke naam van de soort is voor het eerst geldig gepubliceerd in 1961 door Walters & Robins.